# Archidiecezja Winnipeg
Archidiecezja Winnipeg (łac.: Archidioecesis Vinnipegensis, ang.: Archdiocese of Winnipeg) – rzymskokatolicka archidiecezja kanadyjska położona w środkowej części kraju, obejmująca swoim zasięgiem część terytorium stanu Manitoba. Siedziba arcybiskupa znajduje się w katedrze Najświętszej Maryi Panny w Winnipeg.

## Historia
Archidiecezja Winnipeg została założona 4 grudnia 1915 r. przez papieża Benedykta XV, z wydzielenia części parafii z archidiecezji Saint Boniface.

## Biskupi

### Arcybiskupi
- 1915–1952: abp Arthur Alfred Sinnott
- 1952–1961: abp Philip Francis Pocock
- 1961–1982: kard. George Flahiff
- 1982–1991: abp Adam Exner
- 1992–2000: abp Leonard James Wall
- 2000–2013: abp James Weisgerber
- 2013–2024: abp Richard Gagnon
- od 2025: abp Murray Chatlain

### Biskupi pomocniczy
- 1944–1951: abp Gerald Murray, arcybiskup tytularny Bizya, koadiutor
- 1951–1952: abp Philip Francis Pocock, arcybiskup tytularny Aprus, koadiutor

## Główne świątynie
- Katedra - Najświętszej Maryi Panny w Winnipeg

## Patron
- Święty Józef - opiekun Jezusa i mąż Najświętszej Maryi Panny